# Новые приключения Винни-Пуха
«Новые приключения Винни-Пуха; Новые приключения медвежонка Винни и его друзей» (англ. The New Adventures of Winnie the Pooh) — американский мультсериал, созданный The Walt Disney Company под влиянием историй Алана Александра Милна. Мультсериал сначала транслировался с 1988 по 1991 год на американском канале ABC. Повторный показ продолжал идти на канале ABC до осени 2002 года и затем на канале Disney Channel. Но 4 сентября 2006 года мультсериал покинул канал Disney Channel, и его веб-сайт и расписание показа исчезли. В ноябре 2004 года «Новые приключения Винни-Пуха» был полностью удалён из сетки вещания канала Toon Disney.
До выхода мультсериала (1988 год) компания The Walt Disney Company выпустила 4 короткометражных фильма о Винни-Пухе: («Винни-Пух и медовое дерево», «Винни-Пух и день забот», «Винни-Пух, а с ним и Тигра!» и «Винни-Пух и праздник для Иа-Иа»), один фильм, объединяющий три первых коротких мультфильма («Приключения Винни») (1977 год) и телевизионное кукольное шоу («Добро пожаловать на Пухову опушку»).
В дополнение к персонажам, которые уже упоминались в вышеназванных фильмах (Винни-Пух, Иа-Иа, Тигра, Кенга, Ру, Кролик, Сова, Пятачок, Кристофер Робин и Суслик), в мультсериале появляются мама Кристофера Робина; кузен Совы, Декстер; сойка Кесси; Младший Слонопотам и его родители; пастушья собака Скипп; Стэн Вузл и Хэфф Слонопотам.
Винни-Пух и Тигра были двумя из мультяшных персонажей, снявшихся в клипе в борьбе против наркотиков («Герои мультфильмов приходят на помощь»).

## Продолжения
После мультсериала (1991 год) были сняты следующие продолжения:
В 1994 году выходят три мультфильма: «Винни-Пух играет: Тигра-детектив» / Winnie the Pooh Playtime: Detective Tigger, «Винни-Пух играет: Ковбой Пух» / Winnie the Pooh Playtime: Cowboy Pooh и «Винни-Пух играет: Вечеринка Пуха» / Winnie the Pooh Playtime: Pooh Party.
В 1995 году вышел мультфильм «Винни-Пух в День Святого Валентина» / Winnie the Pooh Un-Valentine’s Day.
В 1996 году появились два мультфильма: «Винни-Пух учится: Взрослеть» / Winnie the Pooh Learning: Growing Up и «Винни-Пух и Хэллоуин» / Boo to You Too! Winnie the Pooh.
В 1997 году вышли два мультфильма «Великое путешествие Пуха: В поисках Кристофера Робина» / Pooh’s Grand Adventure: The Search for Christopher Robin и «Винни-Пух учится: Помогать другим» / Winnie the Pooh Learning: Helping Others.
В 1998 году вышел документальный фильм «Как создавали «Винни-Пух»» / The Making of «Winnie the Pooh».
В 1998 году появились 5 мультфильмов: «Винни-Пух учится: Заводить друзей» / Winnie the Pooh Learning: Making Friends, «Винни-Пух учится: Делиться и заботиться» / Winnie the Pooh Learning: Sharing & Caring, «Винни-Пух играет: Забавные игры» / Winnie the Pooh Playtime: Fun 'N Games, «Винни-Пух играет: День рождения Пуха» / Winnie the Pooh Playtime: Happy Pooh Day и «Винни-Пух и День благодарения» / A Winnie the Pooh Thanksgiving.
В 1999 году компания выпускает 7 мультфильмов: «Винни-Пух: Время дарить подарки» / Winnie the Pooh: Seasons of Giving, «Винни-Пух: Даже Кристофер Робин» / Winnie the Pooh: Imagine That, Christopher Robin, «Винни-Пух: Валентинка для тебя» / Winnie the Pooh: A Valentine for You, «Винни-Пух учится: Работать вместе» / Winnie the Pooh Learning: Working Together, «Винни-Пух и Франкен-Пух» / Winnie the Pooh Franken Pooh, «Винни-Пух и друзья: Хитрый маленький поросёнок» / Winnie the Pooh Friendship: Clever Little Piglet, «Винни-Пух и друзья: Желания Пуха» / Winnie the Pooh Friendship: Pooh Wishes.
В 2000 году в свет вышли два мультфильма «Приключения Тигрули» / The Tigger Movie и «Испуганный Винни-Пух» / Winnie the Pooh Spookable Pooh.
В 2001 году появляется мультсериал «Книга Пуха» / The Book of Pooh, снимавшийся три года, вплоть до 2003 года, и состоящий из 51 серии.
В 2001 году выходит короткометражный мультфильм «Когда Винни-Пух был очень-очень маленьким» / When Winnie the Pooh Was Very Very Young.
В 2001 году появляется мультфильм «Книга Пуха: Истории от всего сердца» / The Book of Pooh: The Stories From the Heart.
В 2002 году выходит мультфильм «Винни-Пух: Рождественский Пух» / Winnie the Pooh: A Very Merry Pooh Year.
В 2003 году компания выпускает мультфильм «Большой фильм про поросёнка» / Piglet’s Big Movie.
В 2004 году вышел мультфильм «Винни-Пух: Весенние денёчки с малышом Ру» / Winnie the Pooh: Springtime with Roo.
В 2004 году появились 2 короткометражных мультфильма: «Винни-Пух: Открываем буквы алфавита и слова» / Winnie the Pooh: ABC’s Discovering Letters and Words и «Винни-Пух: 123эс» / Winnie the Pooh: 123s.
В 2005 году вышли 2 мультфильма: «Винни и Слонотоп» / Pooh’s Heffalump Movie и «Винни-Пух и Слонотоп: Хэллоуин» / Pooh’s Heffalump Halloween Movie.
В 2006 году вышли 2 мультфильма: «Винни-Пух: Фигуры и Размеры» / Winnie the Pooh: Shapes & Sizes и «Винни-Пух: Удивительные приключения слов» / Winnie the Pooh: Wonderful Word Adventure.
В 2007 году появился мультсериал о Пухе «Мои друзья Тигруля и Винни» / My Friends Tigger & Pooh. В него добавлен новый персонаж — 6-летняя рыжая девочка Дарби, однако, вопреки первоначальным сообщениям, она не заменила Кристофера Робина, который также фигурировал в мультсериале. Трансляция сериала была завершена 9 октября 2010 года. Мультсериал состоит из 87 серий (3 сезона) по 22 минуты каждая.
В 2007 году вышли два мультфильма: «Мои друзья Тигруля и Винни: Сказки на ночь» / My Friends Tigger and Pooh: Bedtime With Pooh и «Фильм о Пухе – рождественском супер сыщике» / Pooh’s Super Sleuth Christmas Movie.
В 2008 году вышли 2 мультфильма: «Мои друзья Тигруля и Винни: Сказки для друзей» / My Friends Tigger & Pooh’s Friendly Tails и «Мои друзья Тигруля и Винни: Тайны волшебного леса» / My Friends Tigger and Pooh: The Hundred Acre Wood Haunt.
В 2009 году появляется мультфильм «Мои друзья Тигруля и Винни: Мюзикл волшебного леса» / Tigger and Pooh and a Musical Too.
В 2011 году вышел короткометражный мультсериал «Винни-Пух и его друзья. Маленькие приключения» / Mini Adventures of Winnie the Pooh, состоящий из 31 серии по 3 минуты каждая.
В 2011 году вышел мультфильм про Пуха и компанию: «Медвежонок Винни и его друзья» / Winnie the Pooh.
В 2011 году появился короткометражный мультфильм «Винни-Пух: Винни и его история» / Winnie the Pooh: Winnie the Pooh and His Story Too.
В 2012 году вышел короткометражный мультсериал «Сказки о дружбе с Винни-Пухом» / Tales of Friendship with Winnie the Pooh, состоящий из 18 серий по 7 минут каждая.
Также Винни-Пух, Тигра, Иа, Пятачок, Суслик, Кролик, Сова, Кристофер Робин, Кенга и Ру снимались в других мультфильмах производства The Walt Disney Company: «Мышиный дом» и «Волшебное Рождество у Микки. Занесённые снегами в Мышином Доме».

## Персонажи
- Винни-Пух (англ. Winnie-the-Pooh) — жёлтый плюшевый мишка, главный герой мультсериала. Дружелюбный медведь, у которого в голове опилки. Пух очень любит мёд и всю сладкую пищу. Живёт в доме с надписью «Мистер Сандерс». Персонажа озвучил Джим Каммингс.
- Тигра (англ. Tigger) — тигр, друг Винни-Пуха. Любит скакать, всегда жизнерадостный и энергичный. Тигра не боится фильмов ужасов и чудовищ, часто даёт прозвища друзьям. В новых русских переводах персонажа зовут Тигруля. Героя озвучили Пол Уинчелл (в 1-м и 2-м сезоне) и Джим Каммингс (с 3 сезона).
- Пятачок (англ. Piglet) — поросёнок, друг Винни-Пуха. Пятачок пуглив, но добродушен. Любит жёлуди. Имеет кличку «очень маленькое существо». В новых русских переводах носит имя Хрюник. Озвучен Джоном Фидлером.
- Кролик (англ. Rabbit) — кролик, один из двух живых жителей Стоакрового леса наряду с Совой. Занимается овощеводством и не любит, когда дома беспорядок. Иногда Кролика раздражает Винни-Пух своей огромной любовью поесть; он часто одалживает у Кролика мёд. Во многих сериях жилище и/или огород Кролика серьёзно повреждаются либо полностью уничтожаются. Героя озвучил Кен Сэнсом.
- Иа-Иа (англ. Eeyore) — старый ослик. Вечно грустный и печальный, но довольно сообразительный. Озвучен Питером Калленом.
- Кристофер Робин (англ. Christopher Robin) — мальчик. Его игрушками являются все персонажи кроме Кролика и Совы. В действительности был сыном Алана Александра Милна, автора книг о Винни-Пухе. Озвучен Тимом Хоскинсом.
- Сова (англ. Owl) — мудрый филин. У него много родственников, и он любит рассказывать истории о них. Живёт в доме на вершине дерева. Героя озвучил Хэл Смит.
- Кенга (англ. Kanga) — самка кенгуру. Мать Крошки Ру. Много работает по дому. Озвучена Патрицией Пэррис.
- Крошка Ру (англ. Baby Roo) — детёныш кенгуру, сын Кенги. Один из лучших друзей Тигры, любит с ним скакать. Ру озвучил Николас Мелоди.
- Суслик[англ.] (англ. Gopher) — гофер. Суслика не было в оригинальной книге Алана Милна. Живёт под землёй, хорошо роет туннели. Озвучен Майклом Гофом.

## Эпизоды
| Сезон | Количество эпизодов | Период трансляции  | Период трансляции  |
| Сезон | Количество эпизодов | Первый эфир        | Последний эфир     |
| ----- | ------------------- | ------------------ | ------------------ |
| 1     | 22                  | 17 января 1988 г.  | 4 марта 1989 г.    |
| 2     | 10                  | 9 сентября 1989 г. | 2 декабря 1989 г.  |
| 3     | 10                  | 18 августа 1990 г. | 10 ноября 1990 г.  |
| 4     | 8                   | 7 сентября 1991 г. | 26 октября 1991 г. |

Выстроены в хронологическом порядке
В скобках указаны русские названия серий версии 1992—1993 годов

### 1 сезон
| Номер | Название                                                                                                 | Дата показа в США |
| ----- | --- | ----------------- |
| 1     | Винни, звезда экрана / (Пух снимается в кино) / Pooh Oughta Be in Pictures                               | 17 января 1988    |
| 2     | Друг познаётся в еде/ (Настоящий друг) / Friend, in Deed                                                 | 24 января 1988    |
| 2     | День в ослиной шкуре / (День ослика) /Donkey for a Day                                                   | 24 января 1988    |
| 3     | В походе хорошо, а дома — лучше / (В лесу хорошо, а дома лучше) / No Camp Like Home                      | 31 января 1988    |
| 3     | Злоключения воздушного шара / (Шаронавтика) / Balloonatics                                               | 31 января 1988    |
| 4     | Где найдёшь, где потеряешь / (Как спасти найдёныша) / Find Her, Keep Her                                 | 7 февраля 1988    |
| 5     | Из поросят — в короли / (Как Пятачок был королём) / The Piglet Who Would Be King                         | 14 февраля 1988   |
| 6     | Как приятно быть опрятным / (Давай начистоту) / Cleanliness Is Next to Impossible                        | 21 февраля 1988   |
| 7     | Мёдограбление века / (Великое похищение горшка с мёдом) / The Great Honey Pot Robbery                    | 28 февраля 1988   |
| 8     | Полоски / Stripes                                                                                        | 6 марта 1988      |
| 8     | Обезьяне равных нет / (Лучший подарок ребёнку) / Monkey See, Monkey Do Better                            | 6 марта 1988      |
| 9     | Нянин блюз / (Нянькино горе) / Babysitter Blues                                                          | 13 марта 1988     |
| 10    | Почём тот Кролик на витрине? / (Сколько стоит особенный Кролик?) / How Much Is That Rabbit in the Window | 20 марта 1988     |
| 11    | Унесённый ветром / Gone with the Wind                                                                    | 27 марта 1988     |
| 11    | Ничего кроме зуба / (Зубная быль) / Nothing But the Tooth                                                | 27 марта 1988     |
| 12    | Закон и Хрюнопорядок / (Закон есть закон) / Paw and Order                                                | 3 апреля 1988     |
| 13    | Мёд за Кролика / (Медовый зайчик) / Honey for a Bunny                                                    | 10 апреля 1988    |
| 13    | Отследить и отловить / (Всем ловушкам ловушка) / Trap as Trap Can                                        | 10 апреля 1988    |
| 14    | Престрашный мститель / The Masked Offender                                                               | 12 ноября 1988    |
| 14    | Что кроется во мраке ночи? / Things That Go Piglet in the Night                                          | 12 ноября 1988    |
| 15    | Когда от тебя отвернулась удача / (Заразное невезение) / Luck Amok                                       | 3 декабря 1988    |
| 15    | Волшебные наушники / (Волшебные наушники) / Magic Earmuffs                                               | 3 декабря 1988    |
| 16    | Загадай желание / (Винни-Пух загадывает желание) / The Wishing Bear                                      | 10 декабря 1988   |
| 17    | Король зверей / (Царь зверей) / King of the Beasties                                                     | 7 января 1989     |
| 17    | Незваные гости / (Крысы пришли поужинать) / The Rats Who Came to Dinner                                  | 7 января 1989     |
| 18    | Мой герой / My Hero                                                                                      | 14 января 1989    |
| 18    | Перья Филина / (Совиные перья) / Owl Feathers                                                            | 14 января 1989    |
| 19    | Большущий-пребольшущий зверь / (Очень-очень крупный зверь) / A Very, Very Large Animal                   | 21 января 1989    |
| 19    | Как рыба из воды / (Рыба на суше) / Fish Out of Water                                                    | 21 января 1989    |
| 20    | Тигрулина обувка / (Волшебные кроссовки) / Tigger’s Shoes                                                | 4 февраля 1989    |
| 20    | Тушите свет / (Во тьме) / Lights Out                                                                     | 4 февраля 1989    |
| 21    | Новый Ушастик / (Новый Иа) / The 'New' Eeyore                                                            | 25 февраля 1989   |
| 21    | Тигруля, частный детектив / (Тигра-детектив) / Tigger, Private Ear                                       | 25 февраля 1989   |
| 22    | Праздник — дело серьёзное/ (Праздник по графику) / Party Poohper                                         | 4 марта 1989      |
| 22    | Подмена / (Удачная замена) / The Old SwitcheRoo                                                          | 4 марта 1989      |

### 2 сезон
| Номер | Название                                                                                    | Дата показа в США |
| ----- | ------------------------------------------------------------------------------------------- | ----------------- |
| 23    | Я и моя тень / Me and My Shadow                                                             | 9 сентября 1989   |
| 23    | Как поймать икоту / (Икота напала) / To Catch a Hiccup                                      | 9 сентября 1989   |
| 24    | Где Кролик, там и клад / (Кролик и кладоискатели) / Rabbit Marks the Spot                   | 16 сентября 1989  |
| 24    | Прощай, медвежонок, прощай! / (До свидания, милый Пух!) / Good-Bye Mr. Pooh                 | 16 сентября 1989  |
| 25    | Упрямый пузырь / (Вот так пузыри)/Bubble Trouble                                            | 23 сентября 1989  |
| 25    | День поросячьего сурка! / (День земляной свинки) / Groundpiglet Day                         | 23 сентября 1989  |
| 26    | Всё хорошо, что хорошо желается / (День рождения Тигры) / All’s Well That Ends Wishing Well | 30 сентября 1989  |
| 27    | День Святого Валентина отменяется / (Антивалентинов день) / Un-Valentine’s Day              | 7 октября 1989    |
| 28    | Один Кролик в поле не воин / (Мой огород — моя крепость) / No Rabbit’s a Fortress           | 14 октября 1989   |
| 28    | Громила Франкен-Винни / (Чудовище Франкенпух) / The Monster Frankenpooh                     | 14 октября 1989   |
| 29    | Хрюник, ты где? / (Где же ты, мой Пятачок?) / Where, Oh Where Has My Piglet Gone?           | 21 октября 1989   |
| 29    | Вверх, вверх, полетели! / (Всё выше и выше) / Up, Up and Awry                               | 21 октября 1989   |
| 30    | А хвост непрост / (Сказка про ослиный хвост) / Eeyore’s Tail Tale                           | 28 октября 1989   |
| 30    | Три поросёнка / (Три Пятачонка) / Three Little Piglets                                      | 28 октября 1989   |
| 31    | Призовой поросёнок / (Пятачок-чемпион) / Prize Piglet                                       | 18 ноября 1989    |
| 31    | Настоящие друзья / (Быстрые друзья) / Fast Friends                                          | 18 ноября 1989    |
| 32    | Лунный мёд / (Пух и луна) / Pooh Moon                                                       | 2 декабря 1989    |
| 32    | Вороны-воровки / (Кар-кар-кар) / Caws and Effect                                            | 2 декабря 1989    |

### 3 сезон
| Номер | Название                                                                                    | Дата показа в США |
| ----- | ------------------------------------------------------------------------------------------- | ----------------- |
| 33    | Послание в бутылке / (Похищенное послание) / Oh, Bottle                                     | 18 августа 1990   |
| 33    | В семье не без филина / (В семье не без вороны) / Owl in the Family                         | 18 августа 1990   |
| 34    | Винни подменили / (Пух-самозванец) / Sham Pooh                                              | 25 августа 1990   |
| 34    | Колыбельная для Винни / (Спокойной ночи, Пятачок) / Rock-A-Bye Pooh Bear                    | 25 августа 1990   |
| 35    | Какой счёт? / (Какой счёт, Пух?) / What’s the Score, Pooh?                                  | 1 сентября 1990   |
| 35    | Тигрулин гость / (Новый друг Тигры) / Tigger’s Houseguest                                   | 1 сентября 1990   |
| 36    | Кролик берёт отпуск / (Каникулы Кролика) / Rabbit Takes a Holiday                           | 8 сентября 1990   |
| 36    | Ушастик-цветовод / (Лучший огородник) / Eeyi Eeyi Eeyore                                    | 8 сентября 1990   |
| 37    | Небесный переполох / (Пух, который проткнул небо) / Pooh Skies                              | 6 октября 1990    |
| 38    | Пчела, пчелы, пчеле… / (История про пчёл) / To Bee or Not to Bee                            | 13 октября 1990   |
| 38    | 1 апреля / (Первое апреля) / April Pooh                                                     | 13 октября 1990   |
| 39    | Без страха и упрёка / (Рыцарь незабываемый) / A Knight to Remember                          | 20 октября 1990   |
| 40    | Тигруля становится изобретателем / (Тигра-изобретатель) / Tigger Is the Mother of Invention | 27 октября 1990   |
| 40    | Жук не пройдёт! / (Научное расследование) / The Bug Stops Here                              | 27 октября 1990   |
| 41    | Что найдёшь, что потеряешь / (Дедулина формула) / Easy Come, Easy Gopher                    | 3 ноября 1990     |
| 41    | Нашествие Винникрадов / (Нашествие ягуляров) / Invasion of the Pooh Snatcher                | 3 ноября 1990     |
| 42    | О чём молчим? / (Здесь никто не пробегал?) / Tigger Got Your Tongue?                        | 10 ноября 1990    |
| 42    | Синица в руке / (Внимание, птичка!) / A Bird in the Hand                                    | 10 ноября 1990    |

### 4 сезон
| Номер | Название                                                                                 | Дата показа в США |
| ----- | ---------------------------------------------------------------------------------------- | ----------------- |
| 43    | Не тот Жутик / (Кошмар в летнюю ночь) / Sorry, Wrong Slusher                             | 7 сентября 1991   |
| 44    | Мы тебя никогда не забудем / (Как важно не быть взрослым) / Grown, But Not Forgotten     | 14 сентября 1991  |
| 45    | Трудный, трудный день / (Такова собачья жизнь) / A Pooh Day Afternoon                    | 21 сентября 1991  |
| 46    | Тигруля с большой дороги / (Тигра-Тигра, где ты был?) / The Good, the Bad and the Tigger | 28 сентября 1991  |
| 47    | В поисках нового дома / (В гостях хорошо) / Home Is Where the Home Is                    | 5 октября 1991    |
| 48    | Копать так копать / (Лопата ты моя ненаглядная) / Shovel, Shovel, Toil and Trouble       | 12 октября 1991   |
| 48    | Винни Премудрый / (Внеочередной день рождения) / The Wise Have It                        | 12 октября 1991   |
| 49    | Тучка, тучка, улетай / (Мокрая история) / Cloud, Cloud Go Away                           | 19 октября 1991   |
| 49    | Семь бед — один проект / (Была у грызуна мечта) / To Dream the Impossible Scheme         | 19 октября 1991   |
| 50    | Так рождаются стихи / (Пятачок-поэт) / Piglet’s Poohetry                                 | 26 октября 1991   |
| 50    | Синица в руке / (Утренний хор) / Owl’s Well That Ends Well                               | 26 октября 1991   |

### Специальные выпуски
Данные выпуски транслировались только каналом ABC; впоследствии они были выпущены на DVD:
1. Винни-Пух и Рождество тоже! (вышел 14 декабря 1991 года)
2. Буу! Тебе тоже! Винни-Пух (вышел 25 октября 1996 года; транслировался только по каналу CBS)
3. Винни-Пух и День Благодарения (вышел 26 ноября 1998 года)
4. Винни-Пух, тебе валентинка (вышел 13 февраля 1999 года)